# Vịt Sín Chéng

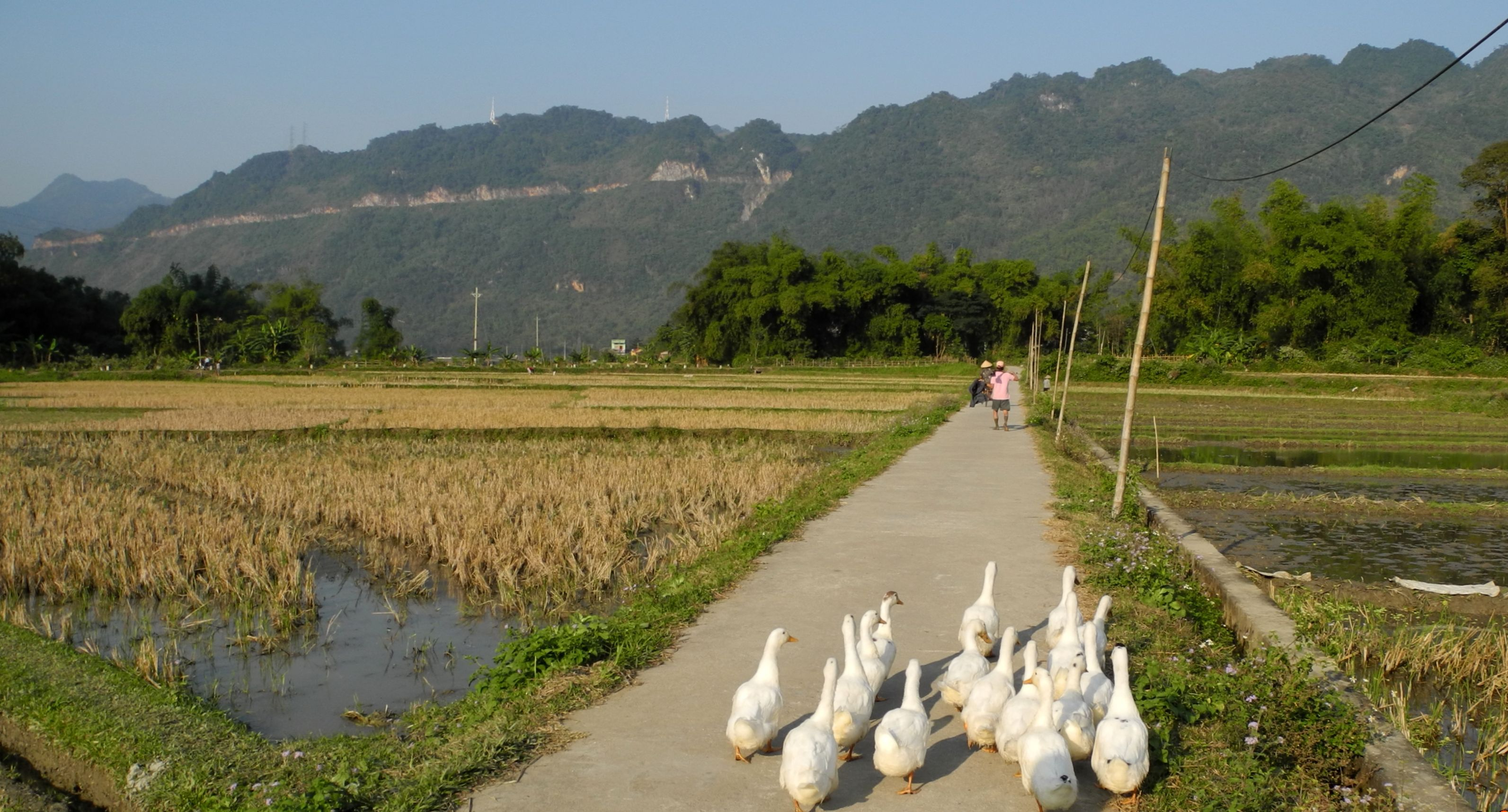
Một đàn vịt ở Mai Châu

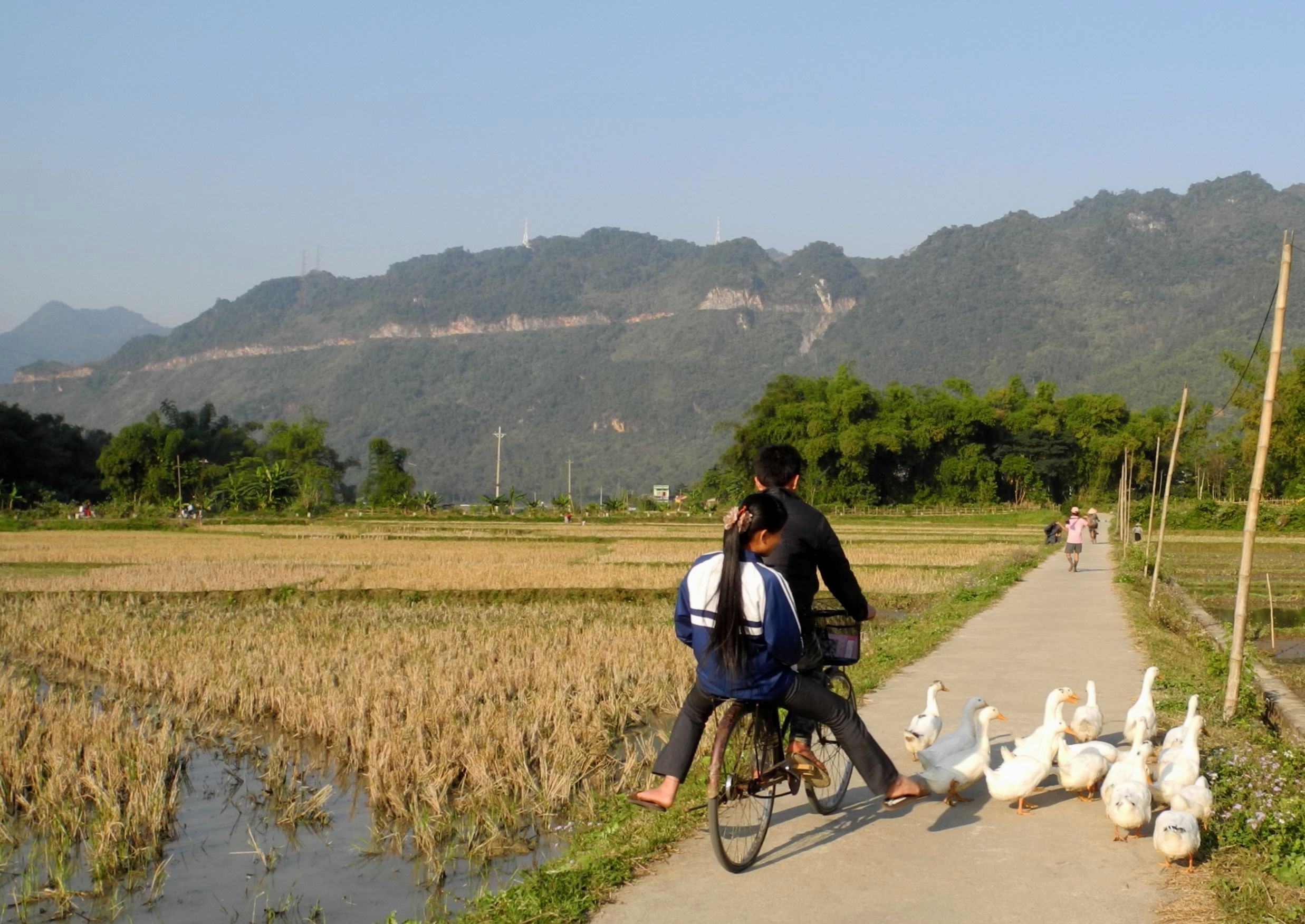
Một đàn vịt ở Mai Châu

Vịt Sín Chéng là nguồn gen của vật nuôi bản địa, đã có từ lâu đời của người dân xã Sín Chéng, huyện Si Ma Cai, tỉnh Lào Cai. Đây là nguồn gen quý đã được Bộ Nông nghiệp và Phát triển nông thôn, Bộ Khoa học và Công nghệ bảo tồn, lưu giữ và đưa vào danh mục để khai thác và phát triển phục vụ phát kinh tế tại địa phương này. Vịt Sín Chéng có trọng lượng lớn, thịt ngọt; chu kỳ đẻ trứng liên tục trong khoảng ba tháng, trứng to, vỏ trứng có màu xanh, tỷ lệ lòng đỏ cao. Vịt có sức sống tốt, ít chịu ảnh hưởng của dịch bệnh. Hiện nay, tổng đàn vịt Sín Chéng toàn huyện Si Ma Cai có hơn 6.000 con Vịt sín chéng.